# برنارد تسيلر
برنارد تسيلر (بالألمانية: Bernhard Zeller) (و. 1919 – 2008 م) هو مؤرخ أدبي، ومؤلِّف، وأمين الأرشيف، وكاتب، من ألمانيا، توفي في لودفيغسبورغ، عن عمر يناهز 89 عاماً.

## جوائز
حصل على جوائز منها:
- Schiller Prize of the City of Marbach [الإنجليزية]‏ (2001)
- قائد الصليب من وسام استحقاق جمهورية ألمانيا الاتحادية
- وسام الاستحقاق لبادن-فورتمبيرغ
- ضابط الصليب من وسام استحقاق جمهورية ألمانيا الاتحادية.